# Bikorn Lake
Der Bikorn Lake (englisch; bulgarisch езеро Бикорна esero Bikorna, deutsch ‚Zweispitz-See‘) ist ein in westnordwest-ostsüdöstlicher Ausrichtung 205 m langer und 137 m breiter See auf Treklyano Island im Archipel der Südlichen Shetlandinseln. Er nimmt mit einer Seefläche von 1,46 Hektar das gesamte Zentrum der Insel ein. Von der Nelson Strait trennt ihn ein zwischen 21 und 70 m breiter Landstreifen.
Britische Wissenschaftler kartierten ihn 1968, bulgarische 2009. Die bulgarische Kommission für Antarktische Geographische Namen verlieh ihm im April 2021 seinen deskriptiven Namen.